# التعاطف في المجتمعات عبر الإنترنت

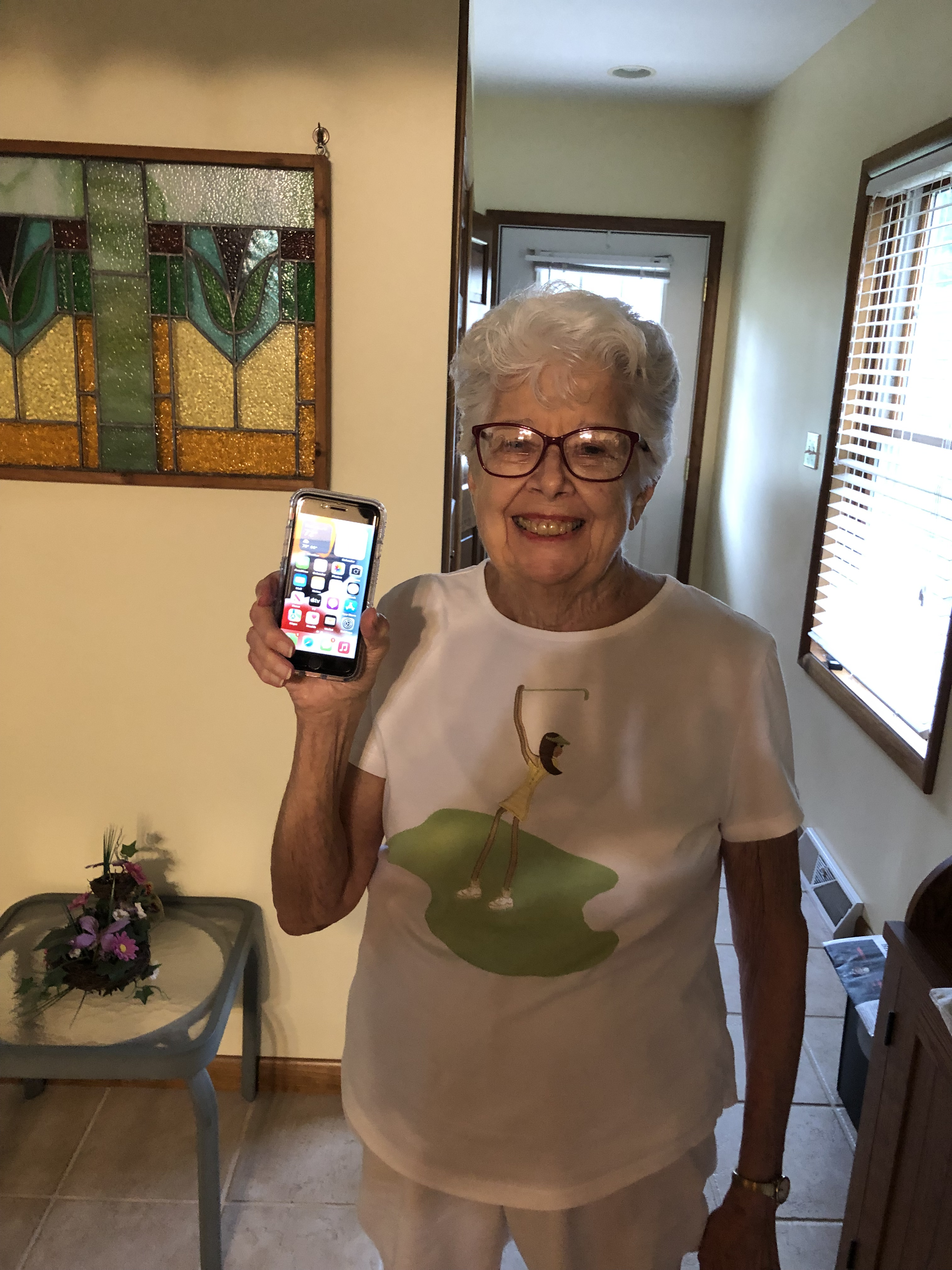
التعاطف الحقيقي والمصداقية بالمساعدة في منتدى عبر الإنترنت لمساعدة شخص مسن في تعلم كيفية استخدام هاتف جوال جديد.

يُدرس التعاطف في المجتمعات عبر الإنترنت (بالإنجليزية: Empathy in online communities)‏ من حيث علاقته بعوامل تمكين التواصل بين الأشخاص، وإخفاء الهوية، فضلاً عن الحواجز التي تعترض هذه العلاقات، مثل الغموض والتنمر والتصيد.
لا يمكن التقليل من أهمية هذا الموضوع لأن مشهد الاستخدام عبر الإنترنت قد تغير بشكل كبير أو تطور بعد جائحة فيروس كورونا عام 2020 الذي أجبر الكثيرين في أماكن العمل والمدارس وحتى مستخدمي التكنولوجيا المبتدئين في مواقف جديدة وغير مريحة. أجبر ذلك على قضاء المزيد من الوقت والاعتماد على العالم الافتراضي، من خلال أجهزة الكمبيوتر والهواتف والأجهزة اللوحية الخاصة بنا. نقلت المدارس وأماكن العمل المستهلكين عبر الإنترنت إلى الإنترنت أيضًا لتلبية الاحتياجات الأساسية مثل تسوق البقالة والمواعيد الطبية ومجموعة من الخدمات الافتراضية الجديدة التي أثرت على جميع الأجيال.
في سياق الاتصالات عبر الإنترنت، يصبح السياق مهمًا جداً في فهم الناس وهو أساسي للتعاطف. وتشمل الأدوار المهمة للسياق العلاقات الداخلية للفرد أو الأسس الشخصية، والعلاقات الشخصية التي تشمل تفاعلاتنا مع العائلة والأصدقاء ومكان العمل والمدارس والبيئية التي تشمل كيفية تحركنا في مجتمعنا.
على سبيل المثال، درس الباحثان سمير هندوجا [الإنجليزية] وجستن باتشين عينة سكان محليين من 1644 شخصًا تتراوح أعمارهم بين 12 و15 عامًا في الولايات المتحدة، واكتشفوا أن الشباب الذين يمتلكون مستويات أعلى من التعاطف كانوا أقل عرضة للتنمر الإلكتروني. وكانت التعاطف الإدراكي (فهم مشاعر الآخرين أو اتخاذ وجهة نظرهم) مرتبطًا بانخفاض التنمر الإلكتروني، في حين لم يكن التعاطف العاطفي (الشعور بمشاعر شخص آخر) كذلك. والجدير بالذكر أيضًا أنه قد وجد أيضًا أن أعضاء مجتمعات الدعم الصحي عبر الإنترنت يظهرون مستويات أعلى من الاهتمام التعاطفي.

## المقارنة / التباين مع التعاطف في البيئات غير المتصلة بالإنترنت
أظهرت عدد من الدراسات أهمية التعاطف في الأماكن غير المتصلة بالإنترنت. على سبيل المثال، وجدت إحدى الدراسات أن اليقظة والنهج السلوكي القائم على القبول قد يكون له القدرة على زيادة التعاطف في العلاقات الشخصية. ووجدت أعمال أخرى الصلة بين الخيال والتعاطف، مما يشير إلى أن التجربة العميقة في قراءة الروايات قد تزيد من التعاطف بين القراء. هناك أيضًا دليل على أن الأفراد يميلون إلى الشعور بسهولة أكبر بالتعاطف مع أولئك الذين يرون أنهم مشابهون لأنفسهم.
في سياقات الإنترنت، أشار العديد
من الباحثين إلى أن هناك بعض الاختلافات الرئيسية في كيفية تفاعل المستخدمين عبر الإنترنت والتي قد تؤثر على مستويات التعاطف. على سبيل المثال، يتفاعل الاتصال في مجتمعات المنتديات عبر الإنترنت بشكل غير متزامن، ويكون بشكل عام مستندًا إلى النص وليس الاتصالات اللفظية. قد يكون بناء الثقة في المجتمعات عبر الإنترنت أيضًا مختلف. علاوة على ذلك، قد تسهل التفاعلات المتعلقة بالاتصالات مع الآخرين عبر الإنترنت التعاطف بينما قد يؤثر الفيديو أو الألعاب عبر الإنترنت سلبًا على التعاطف.

## الممكنات
- إخفاء الهوية: يمكن أن تسمح الطبيعة المجهولة للعديد من المجتمعات عبر الإنترنت للأفراد بالشعور براحة أكبر في الكشف عن المزيد من المعلومات الشخصية، والتي بدورها يمكن أن تزيد من مشاعر الثقة والترابط والتعاطف.[6]
- الاهتمامات المشتركة: نظرًا لأن التعاطف يميل إلى أن يكون أقوى بين أولئك الذين يتشاركون الخبرات المشتركة، فإن وجود مجتمعات متخصصة عبر الإنترنت يمكن أن يمهد الطريق لمستويات أعلى من التعاطف بين الأعضاء.[9]

## القيود
- الغموض: نظرًا لأن المحادثات عبر الإنترنت غير المتزامنة التي تكون بوساطة نصية تفتقر إلى ثراء التفاعل والإشارات التي يوفرها التفاعل وجهًا لوجه، يميل الاتصال عبر الإنترنت إلى أن يكون أكثر غموضًا. قد يقلل هذا الغموض من قدرات الأعضاء على إيجاد أوجه التشابه بين بعضهم البعض.[10] في كل من التفاعلات عبر الإنترنت وغير المتصلة بالإنترنت، يرتبط التشابه المتصور المتزايد بزيادة التعاطف.[9]
- التنمر الإلكتروني: هو أي تنمر يحدث باستخدام الوسائط الإلكترونية.[11]أشارت الدراسات إلى أن الأفراد المتفرجين، أي مشاهدة شخص ما يتنمر على شخص آخر، هم أقل عرضة للتدخل في السياقات عبر الإنترنت.[12]
- التصيد عبر الإنترنت: هو "ممارسة التصرف بطريقة خادعة أو مدمرة أو تخريبية في بيئة اجتماعية على الإنترنت دون أي غرض مفيد ظاهر." على الرغم من محدودية البحث التجريبي عن التصيد، فقد أشارت الدراسات إلى أن التصيد عبر الإنترنت قد يكون مساحة يشغلها أفراد ساديون بالفعل يمكنهم بسهولة تعطيل المحادثات والمجتمعات.[13]